# Парнасский щепетильник
«Парнасский щепетильник» — ежемесячный сатирический литературный русскоязычный журнал, издававшийся с мая по декабрь 1770 года в столице Российской империи городе Санкт-Петербурге, русским этнографом и фольклористом и историком Михаилом Дмитриевичем Чулковым. Всего вышло 8 номеров.
Кроме сатирических статей, в данном периодическом печатном издании публиковались географические и исторические материалы. Из сотрудников журнала наиболее известны Василий Рубан, Иван Посников, Иван Ванслов и Наталья Титова. 
Своему журналу Чулков старался придать характер простонародности, наполняя его поговорками, пословицами, поверьями и описывая повседневный русский быт, без всяких прикрас. Возможно последнее и послужило причиной того, что издание «Парнасского щепетильника» было прекращено в год открытия журнала.